# Розетта (космический аппарат)
«Розе́тта» (англ. Rosetta) — автоматическая межпланетная станция, предназначенная для исследования кометы. Разработана и изготовлена Европейским космическим агентством в сотрудничестве с NASA. Состоит из двух частей: собственно зонда «Розетта» (англ. Rosetta space probe) и спускаемого аппарата «Филы» (англ. Philae lander).
Космический аппарат запущен 2 марта 2004 года к комете 67P/Чурюмова — Герасименко. Выбор кометы был сделан из соображений удобства траектории полёта (см. ). «Розетта» — первый космический аппарат, который вышел на орбиту кометы. В рамках программы 12 ноября 2014 года произошла первая в мире мягкая посадка спускаемого аппарата на поверхность кометы. Основной зонд «Розетта» завершил свой полёт 30 сентября 2016 года, совершив жёсткую посадку на комету 67P/Чурюмова — Герасименко.

## Происхождение названий
Название зонда происходит от знаменитого Розеттского камня — каменной плиты с выбитыми на ней тремя идентичными по смыслу текстами, два из которых написаны на египетском языке (один — иероглифами, другой — демотическим письмом), а третий написан на древнегреческом языке. Сравнивая тексты Розеттского камня, Жан-Франсуа Шампольон смог расшифровать древнеегипетские иероглифы; с помощью космического аппарата «Розетта» учёные надеются узнать, как выглядела Солнечная система до того, как сформировались планеты.
Название спускаемого аппарата также связано с расшифровкой древнеегипетских надписей. На острове Филы на реке Нил был найден обелиск с иероглифической надписью, упоминающей царя Птолемея VIII и цариц Клеопатру II и Клеопатру III. Надпись, в которой учёные распознали имена «Птолемей» и «Клеопатра», помогла расшифровать древнеегипетские иероглифы.

## Предпосылки создания аппарата
В 1986 году в истории исследования космического пространства произошло знаменательное событие: на минимальное расстояние к Земле подошла комета Галлея. Её исследовали космические аппараты разных стран: это и советские «Вега-1» и «Вега-2», и японские «Суйсэй» и «Сакигакэ», и европейский зонд «Джотто». Учёные получили ценнейшую информацию о составе и происхождении комет.
Однако осталось нераскрытым множество вопросов, поэтому НАСА и ЕКА начали совместную работу над новыми космическими исследованиями. НАСА сосредотачивало усилия над программой пролёта астероида и встречи с кометой (англ. Comet Rendezvous Asteroid Flyby, сокращённо CRAF). ЕКА разрабатывало программу возвращения образца ядра кометы (англ. Comet Nucleus Sample Return — CNSR), которая должна была осуществляться после программы CRAF. Новые космические аппараты планировалось сделать на стандартной платформе Mariner Mark II, что сильно сокращало расходы. В 1992 году, однако, НАСА прекратило разработку CRAF из-за бюджетных ограничений. ЕКА продолжило разработку КА самостоятельно. К 1993 году стало ясно, что с существующим бюджетом ЕКА полёт к комете с последующим возвращением образцов грунта невозможен, поэтому программу аппарата подвергли большим изменениям. Окончательно она выглядела так: сближение аппарата сначала с астероидами, а потом с кометой, а затем — исследования кометы, в том числе мягкая посадка спускаемого аппарата «Филы». Завершить миссию планировалось контролируемым столкновением зонда «Розетта» с кометой.

## Цель и программа полёта
Изначально запуск «Розетты» был запланирован на 12 января 2003 года. Целью исследований была выбрана комета 46P/Виртанена.
Однако в декабре 2002 года произошёл отказ двигателя Вулкан-2 при запуске ракеты-носителя «Ариан-5». В связи с необходимостью усовершенствования двигателя запуск космического аппарата «Розетта» был отложен, после чего для него была разработана новая программа полёта.
Новый план предусматривал полёт к комете 67P/Чурюмова — Герасименко, со стартом 26 февраля 2004 года и встречей с кометой в 2014 году.
«Розетта» была запущена 2 марта 2004 года в 7:17 UTC с космодрома Куру во Французской Гвиане. В качестве почётных гостей на запуске присутствовали первооткрыватели кометы профессор Киевского университета Клим Чурюмов и научный сотрудник Института астрофизики Академии наук Таджикистана Светлана Герасименко. Кроме изменения времени и цели, программа полёта практически не изменилась. Как и прежде, «Розетта» должна была приблизиться к комете и запустить к ней спускаемый аппарат «Филы».
«Филы» должен был подойти к комете с относительной скоростью около 1 м/с и при контакте с поверхностью выпустить два гарпуна, так как слабая гравитация кометы не способна удержать аппарат, и он может просто отскочить. После посадки модуля «Филы» было запланировано начало выполнения научной программы:
- определение параметров ядра кометы;
- исследование химического состава;
- изучение изменения активности кометы со временем.

### Полёт
В соответствии с целью полёта, аппарату нужно было не только встретиться с кометой 67P, но и оставаться при ней всё то время, пока комета будет приближаться к Солнцу, непрерывно проводя наблюдения; требовалось также сбросить «Филы» на поверхность ядра кометы. Для этого аппарат должен был быть практически неподвижен по отношению к нему. С учётом того, что комета при этом будет находиться в 300 млн км от Земли и двигаться со скоростью 55 тысяч км/ч. Поэтому аппарат необходимо было вывести в точности на ту орбиту, по которой следовала комета, и при этом разогнать до точно такой же скорости. Из этих соображений выбиралась как траектория полёта аппарата, так и сама комета, к которой следовало лететь.
Траектория полёта «Розетты» была основана на принципе «гравитационного манёвра» (на картинке). Вначале аппарат двинулся к Солнцу и, обогнув его, вновь вернулся к Земле, откуда двинулся навстречу Марсу. Обогнув Марс, аппарат вновь сблизился с Землёй и затем снова вышел за орбиту Марса. К этому моменту комета находилась за Солнцем и ближе к нему, чем «Розетта». Новое сближение с Землёй направило аппарат в направлении кометы, которая в этот момент направлялась от Солнца вовне Солнечной системы. В конце концов Rosetta сблизилась с кометой с требуемой скоростью. Столь сложная траектория позволила снизить расход топлива за счёт использования гравитационных полей Солнца, Земли и Марса.
- Запуск (март 2004).

Полёт «Розетты» с 2 марта 2004 по 9 сентября 2016
«Розетта»
67P/Чурюмова — Герасименко
Земля
Марс
(21) Лютеция
(2867) Штейнс

- Первый пролёт мимо Земли (март 2005).
- Пролёт мимо Марса (февраль 2007).
- Второй пролёт мимо Земли (ноябрь 2007).
- Встреча с астероидом Штейнс (5 сентября 2008).
- Третий пролёт мимо Земли (13 ноября 2009)[12].
- Встреча с астероидом Лютеция (10 июля 2010).
- Бездействие (май 2011 — январь 2014).
- Приближение к комете Чурюмова — Герасименко (январь — май 2014).
- Картографирование кометы (август 2014).
- Посадка спускаемого аппарата «Филы» (12 ноября 2014).
- Исследование кометы (ноябрь 2014 — декабрь 2015).
- Прохождение перигелия (август 2015).
- Контролируемое столкновение зонда «Розетта» с кометой (30 сентября 2016).

## Конструкция
«Розетта» была собрана в чистой комнате в соответствии с требованиями COSPAR. Стерилизация была не так важна, так как кометы не рассматриваются в качестве объектов, где можно найти живые микроорганизмы, зато на них надеются найти молекулы-предшественники жизни.
Электрическую энергию аппарат получает от двух солнечных батарей общей площадью 64 м² и мощностью 1500 Вт (400 Вт в спящем режиме), контролируемых энергетическим модулем производства компании Terma, который также используется в проекте «Марс-экспресс».
Главная двигательная установка состоит из 24 двухкомпонентных двигателей с тягой в 10 Н. Аппарат имел на старте 1670 кг двухкомпонентного топлива, состоящего из монометилгидразина (горючего) и тетраоксида азота (окислителя).
Корпус из ячеистого алюминия и разводку электрического питания по борту изготовила финская компания Patria. Финский метеорологический институт изготовил приборы зонда и спускаемого аппарата: COSIMA, MIP (Mutual Impedance Probe), LAP (Langmuir Probe), ICA (Ion Composition Analyzer), прибор поиска воды (Permittivity Probe) и модули памяти (CDMS/MEM).

## Научное оборудование спускаемого аппарата

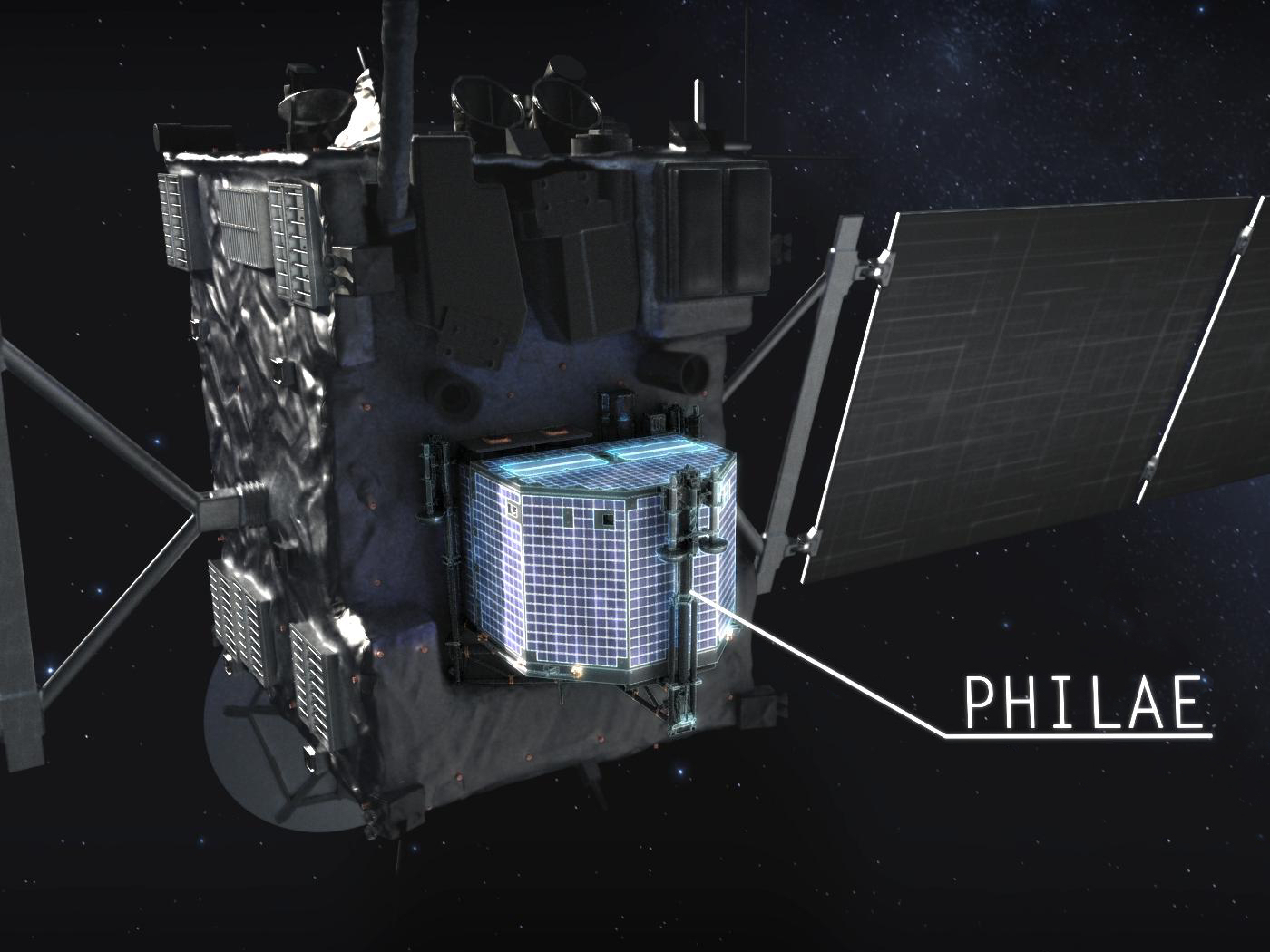
«Филы» на борту «Розетты»

Общая масса спускаемого аппарата — 100 кг. Полезная нагрузка массой 26,7 кг состоит из десяти научных приборов. Спускаемый аппарат спроектирован для в общей сложности 10 экспериментов по изучению структурных, морфологических, микробиологических и других свойств ядра кометы. Основу аналитической лаборатории спускаемого аппарата составляют пиролизёры, газовый хроматограф и масс-спектрометр.

### Пиролизёры
Для исследования химического и изотопного состава ядра кометы «Филы» оборудован двумя платиновыми пиролизёрами. Первый может разогревать образцы до температуры 180 °C, а второй — до 800 °C. Образцы могут разогреваться с контролируемой скоростью. На каждом шаге при повышении температуры анализируется суммарный объём выделившихся газов.

### Газовый хроматограф
Основным инструментом разделения продуктов пиролиза является газовый хроматограф. В качестве газа-носителя используется гелий. В аппарате используется несколько различных хроматографических колонок, способных анализировать различные смеси органических и неорганических веществ.

### Масс-спектрометр
Для анализа и идентификации газообразных продуктов пиролиза используется масс-спектрометр с время-пролётным (англ. time of flying — TOF) детектором.

## Список исследовательских приборов по цели назначения

### Ядро
- ALICE (An Ultraviolet Imaging Spectrometer).
- OSIRIS (Optical, Spectroscopic, and Infrared Remote Imaging System).
- VIRTIS (Visible and Infrared Thermal Imaging Spectrometer).
- MIRO (Microwave Instrument for the Rosetta Orbiter).

### Газ и пыль
- ROSINA (Rosetta Orbiter Spectrometer for Ion and Neutral Analysis).
- MIDAS (Micro-Imaging Dust Analysis System).
- COSIMA (Cometary Secondary Ion Mass Analyser).

### Влияние Солнца
- GIADA (Grain Impact Analyser and Dust Accumulator).
- RPC (Rosetta Plasma Consortium).

## Научные исследования

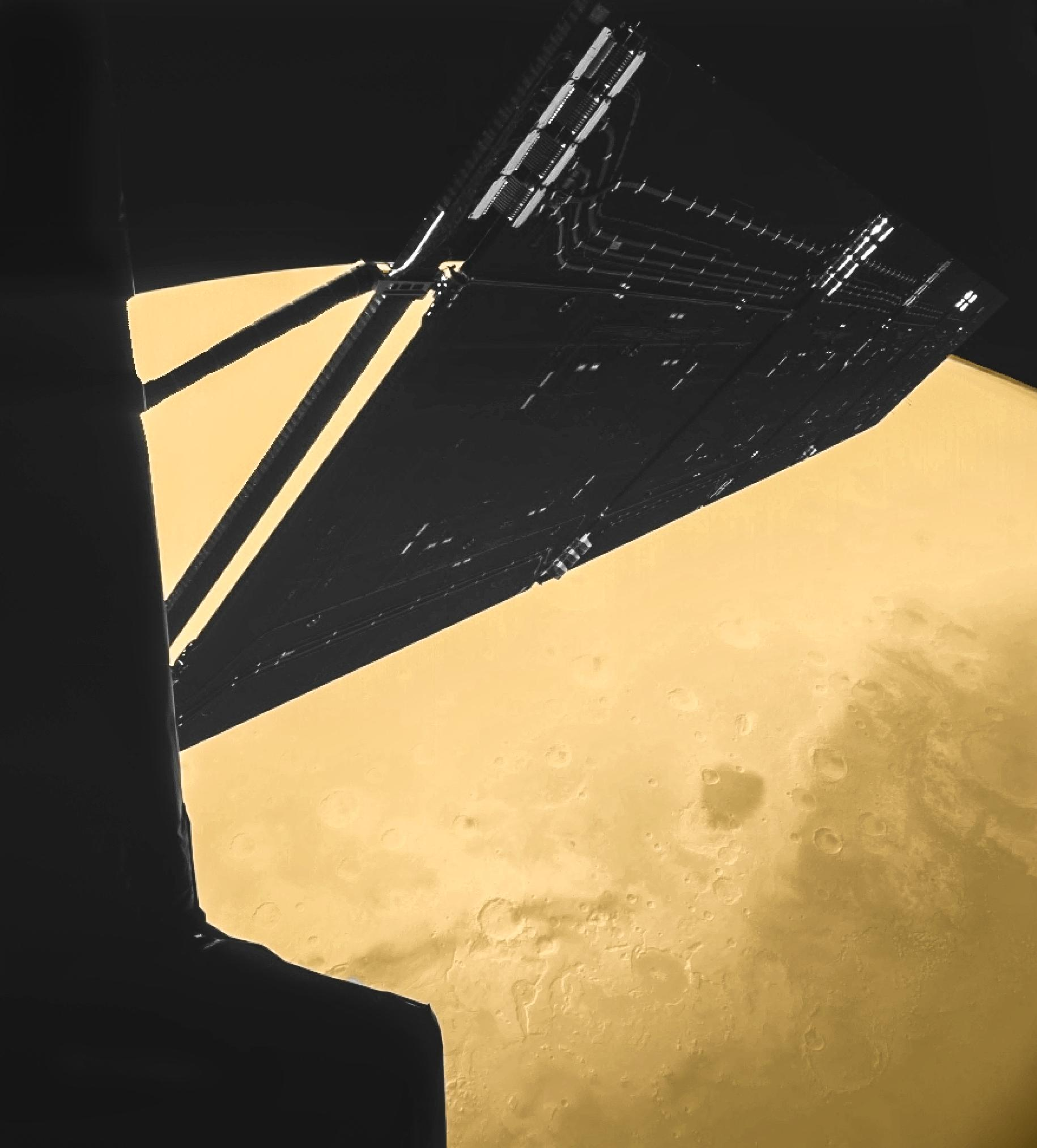
Пролёт «Розетты» мимо Марса

25 февраля 2007 года «Розетта» пролетала вблизи Марса. Во время пролёта спускаемый аппарат «Филы» впервые работал в автономном режиме, с питанием от собственных аккумуляторов. Приборами спускаемого аппарата с расстояния в 1000 км была проведена съёмка планеты, получены данные о магнитном поле Марса.
14 августа 2008 года была произведена коррекция траектории полёта для того, чтобы сблизиться с астероидом Штейнс. 5 сентября аппарат пролетел в 800 км от астероида. 6 сентября «Розетта» передала снимки астероида с близкого расстояния. На его поверхности обнаружены 23 кратера диаметром более 200 метров. Узкоугольная камера NAC (Narrow-Angle Camera) переключилась в безопасный режим за несколько минут до сближения, и съёмка была проведена широкоугольной камерой WAC (Wide-Angle Camera), что существенно ухудшило разрешение снимков.
Следующей целью стал астероид Лютеция, с которым аппарат сблизился 10 июля 2010 года. «Розетта» сделала множество снимков астероида. Все желающие могли увидеть астероид в прямом эфире на специальной странице в Интернете.
20 января 2014 года в 10:00 по UTC (11:00 CET) «Розетта» «проснулась» от внутреннего таймера. Сигнал от аппарата был принят в 18:17 UTC (19:17 CET). Началась подготовка к встрече с кометой Чурюмова — Герасименко.
В июле 2014 «Розетта» передала первые данные о состоянии кометы. Аппарат определил, что ядро кометы, которое имеет «неправильную» форму, ежесекундно выпускает в окружающее пространство около 300 миллилитров воды. 7 августа 2014 года «Розетта» приблизилась к ядру кометы на расстояние около 100 км. К сентябрю на основе полученных снимков системы OSIRIS была составлена карта поверхности с выделением нескольких областей, каждая из которых характеризуется особой морфологией. Кроме этого, спектрограф ультрафиолетового излучения Alice не обнаружил спектральные линии, которые бы указывали на наличие участков поверхности кометы, покрытых льдом; в то же время фиксируется наличие водорода и кислорода в коме кометы.

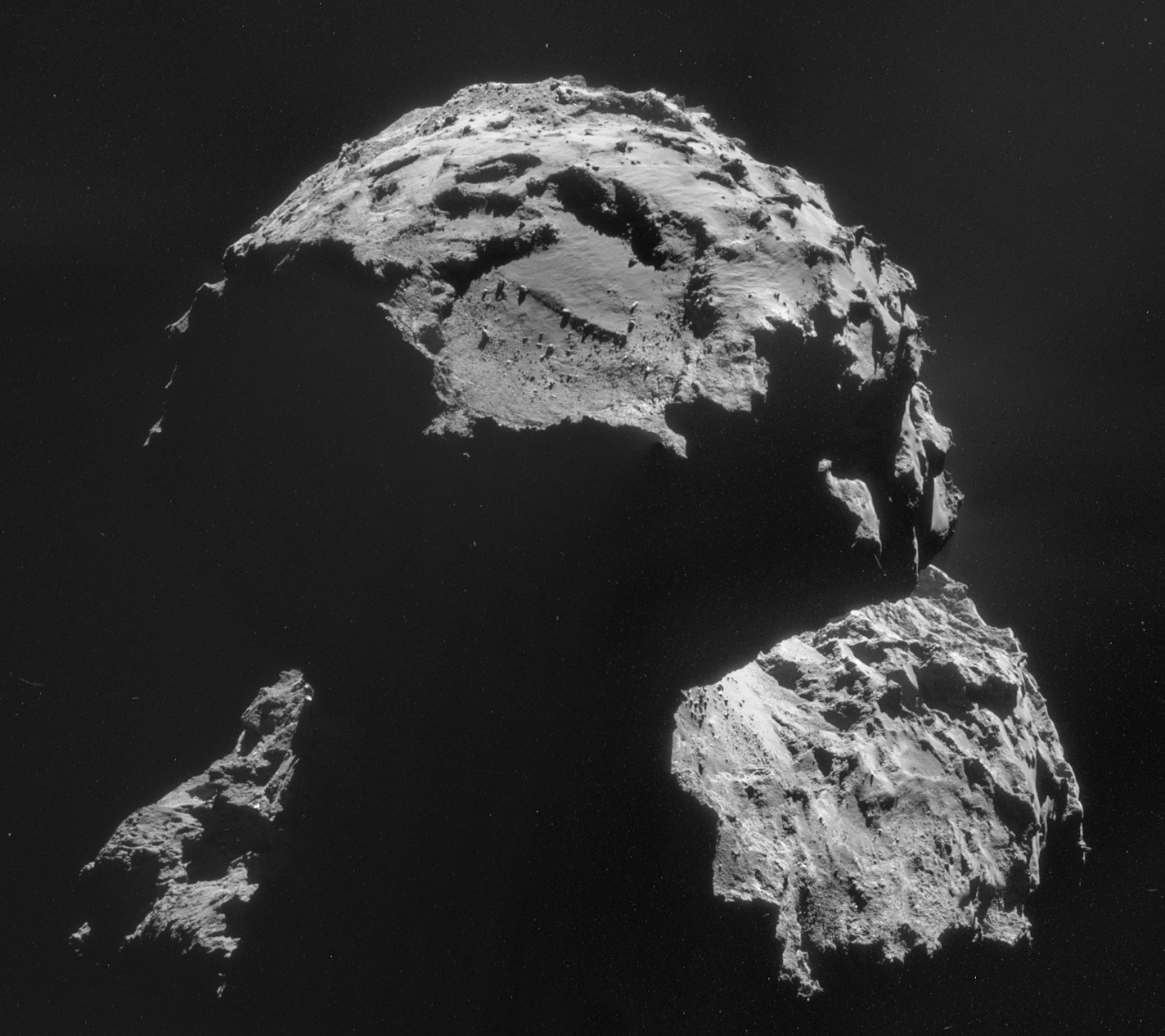
Место посадки «Филы» — площадка «Агилкиа»

15 октября специалисты ЕКА утвердили основное место посадки аппарата «Филы». «Розетта» находилась на круговой орбите, в 10 км от центра четырёхкилометрового ядра кометы. Это позволило более детально осмотреть основное и резервное места посадки, чтобы закончить оценку опасностей (включая ограничения, вызванные наличием валунов).
12 ноября аппарат «Филы» отстыковался от зонда и начал мягкую посадку на поверхность кометы. Спуск занял около семи часов, на протяжении которых аппарат делал снимки как самой кометы, так и зонда «Розетта». Посадка модуля осложнялась отказом двигателя, прижимающего аппарат к грунту, что повысило риск отскока от кометы. Кроме того, не сработали гарпуны, которые должны были закрепить «Филы» на поверхности кометы. В 16:03 UTC произошла посадка аппарата. По данным телеметрии аппарат произвёл три касания поверхности кометы и, в итоге, произвёл посадку неоптимальным образом: он оказался на склоне кратера с углом наклона 30°, но в остальном аппарат пережил посадку без значительных повреждений.

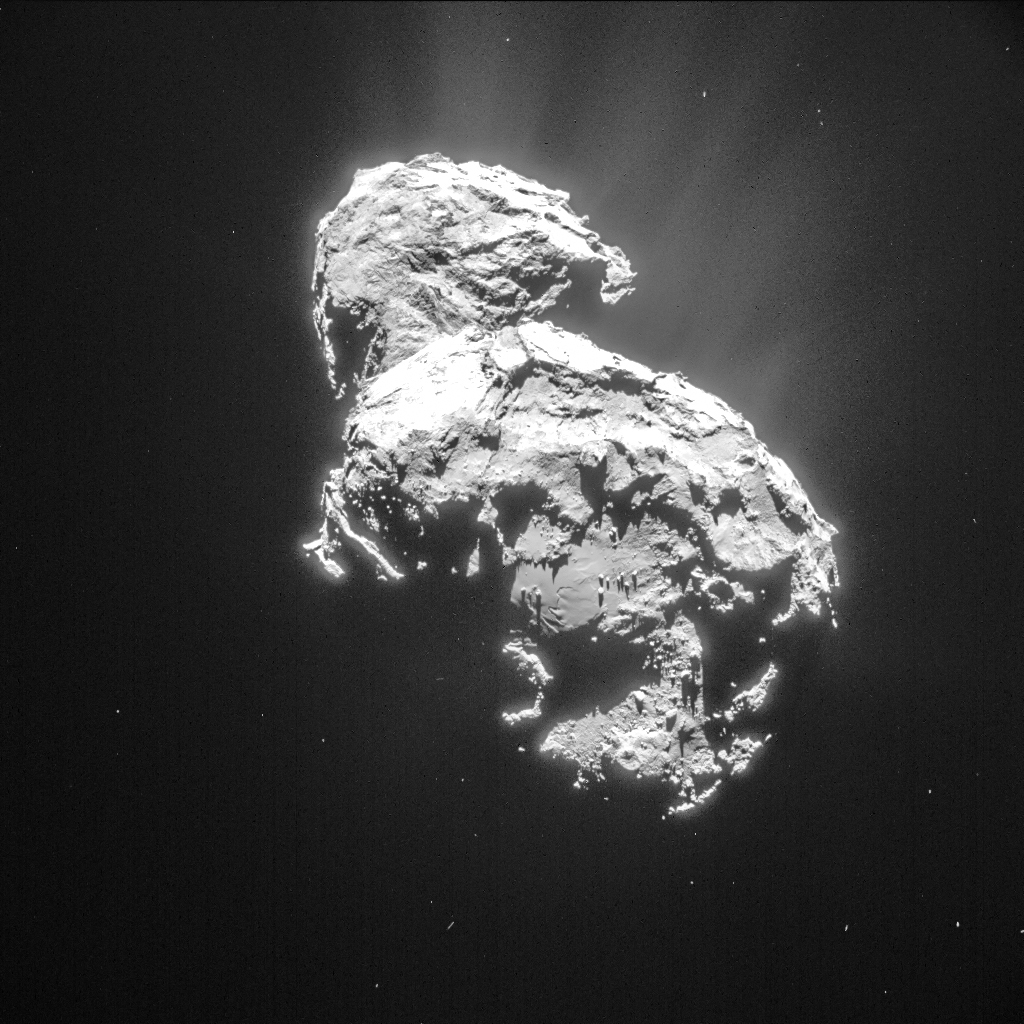
Фотография кометы 67P/Чурюмова — Герасименко, сделанная 6 марта 2015 года при помощи камеры NAVCAM аппарата «Розетта» с расстояния в 82.9 км

В течение двух дней спускаемый аппарат «Филы» выполнил свои основные научные задачи и передал через «Розетту» на Землю все результаты от научных приборов ROLIS, COSAC, Ptolemy, SD2 и CONSERT, исчерпав весь заряд основной батареи. Предполагалось, что деятельность аппарата будет продлена за счёт резервной системы, питаемой от солнечных батарей, однако короткий солнечный день на комете (всего лишь 90 минут из 12,4 часовых суток на комете) и неудачная посадка не позволили этого сделать. Аппарат приподняли на 4 см и повернули на 35° в попытке увеличить освещённость солнечных батарей, однако 15 ноября «Филы» переключился в режим энергосбережения (все научные приборы и большинство бортовых систем выключены) из-за исчерпания заряда батарей на борту (контакт потерян в 00:36 UTC). Освещённость солнечных батарей (и, соответственно, вырабатываемая ими мощность) была слишком мала для зарядки аккумуляторов и выполнения сеансов связи с аппаратом. По предположению учёных, по мере приближения кометы к Солнцу количество вырабатываемой энергии должно было возрасти до величин, достаточных для включения аппарата — такое развитие событий было учтено при проектировании аппарата.
13 июня 2015 года «Филы» вышел из режима пониженного энергопотребления, была установлена связь с аппаратом, но 9 июля связь с «Филы» прекратилась из-за исчерпания запасов энергии в аккумуляторах аппарата. Солнечные батареи больше не смогли выработать достаточное количество электроэнергии для подзарядки.
2 сентября 2016 года камерой высокого разрешения аппарата «Розетта» получены снимки «Филы». Спускаемый аппарат попал в тёмную трещину кометы. С высоты 2,7 км разрешение узкоугольной телекамеры OSIRIS составляет около пяти сантиметров на пиксель. Этого разрешения достаточно, чтобы на снимке были видны характерные особенности конструкции метрового корпуса и ног аппарата «Филы». Снимки также подтвердили, что «Филы» лежит на боку. Нештатная ориентация на поверхности кометы прояснила, почему было так трудно установить связь со спускаемым аппаратом после посадки 12 ноября 2014 года.
К концу сентября 2016 года все задачи, поставленные перед зондом, были выполнены. Комета начала удаляться от Солнца, из-за чего количество энергии, поступаемой от солнечных батарей, стало сокращаться. «Розетту» можно было повторно перевести в режим «спячки» до следующего приближения кометы к Солнцу, однако у ESA не было уверенности, что аппарат сможет пережить чрезмерное охлаждение. Чтобы получить максимальные научные результаты, было принято решение свести зонд с орбиты на столкновение с кометой. 30 сентября 2016 года «Розетта» была направлена на столкновение с кометой Чурюмова — Герасименко и на скорости 3 км/ч столкнулась с ней. Это была контролируемая жёсткая посадка аппарата на поверхность в районе «колодцев» — местных гейзеров. Во время снижения, которое продолжалось четырнадцать часов, аппарат передавал на Землю фотографии и результаты анализов газовых потоков.
Спустя год инженеры в Геттингене смогли обработать фрагменты данных последнего фотоснимка, чтобы восстановить полную картину в момент столкновения. Ранее этот массив данных оказался недоступным для анализа, поскольку не был идентифицирован штатным программным обеспечением как полноценный снимок.

## Научные результаты

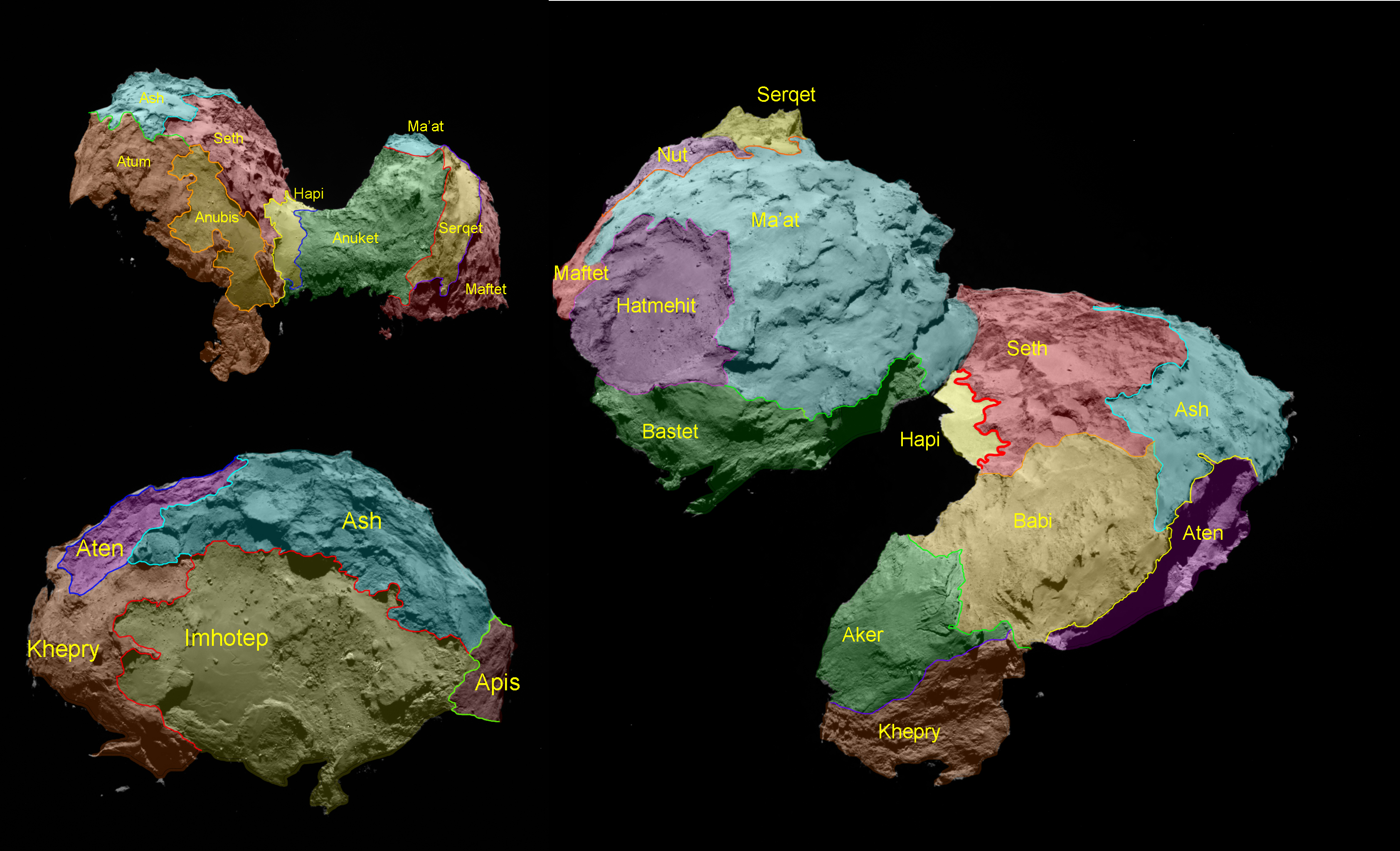
Девятнадцать областей, выделенных на комете 67P/Чурюмова–Герасименко

10 декабря 2014 года в онлайн-выпуске журнала Science опубликована статья 67P/Churyumov-Gerasimenko, a Jupiter family comet with a high D/H ratio («67P/Чурюмова — Герасименко, комета семейства Юпитера с высоким соотношением D/H»), в которой было отмечено более высокое по сравнению с земными океанами содержание тяжёлой воды во льду кометы — более чем в три раза. Этот результат противоречит принятой теории, что вода Земли имеет кометное происхождение.
23 января 2015 года журнал Science опубликовал специальный выпуск научных исследований, связанных с кометой. Исследователи обнаружили, что основной объём выделяемых кометой газов приходится на «шею» — область соединения двух частей кометы: здесь камеры OSIRIS постоянно фиксировали поток газа и обломков. Члены научной команды системы получения изображений OSIRIS установили, что область Хапи, расположенная в перемычке между двумя крупными долями кометы и демонстрирующая высокую активность как источник газопылевых струй, отражает красный свет менее эффективно, чем другие области, что может указывать на присутствие замороженной воды на поверхности кометы или неглубоко под её поверхностью.